# Eurotrance
L'eurotrance és un subgènere del trance sorgit a mitjans de la dècada dels 90 al centre d'Europa i caracteritzat per una base melòdica més propera al pop que el trance ordinari i per un major pes de la veu, amb influències de l'eurodance. Alguns dels grups i DJs més coneguts d'aquest estil són Milk Inc., 4 Strings o Ferry Corsten.